# Тильда посередине
Тильда посередине (◌̴) — диакритический знак, использовавшийся в Международном фонетическом алфавите.

## Использование
Буква ɫ была введена в МФА в 1904 году взамен ранее использовавшейся ł. К 1921 году использовались и другие буквы с тильдой посередине, обозначавшие веляризованные или фарингализованные (эмфатические) согласные, официально они были утверждены в 1928 году. В 1989 году тильда посередине была заменена на ˠ (для обозначения веляризации) и ˤ (для обозначения фарингализации). Буква ɫ используется в МФА до сих пор.
В транскрипции Teuthonista используется для обозначения согласных, переходных между взрывными и фрикативными.